# Люлин, Сергей Михайлович
Серге́й Миха́йлович Люлин (17 сентября 1915, Куличиха, Костромская губерния — 14 сентября 1944, Рижский уезд, генеральный округ Латвия) — Гвардии капитан Рабоче-крестьянской Красной армии, участник Великой Отечественной войны, Герой Советского Союза (1945).

## Биография
Сергей Люлин родился 17 сентября 1915 года в деревне Куличиха Сорохтской волости Нерехтский уезд Костромской губернии (ныне деревня относится к Комсомольскому району Ивановской области).
После окончания начальной школы жил в Иванове, окончив школу фабрично-заводского ученичества, работал токарем на машиностроительном заводе. В марте 1937 года был призван на службу в Рабоче-крестьянскую Красную армию. Участвовал в польском походе и советско-финской войне, за участие в которой награждён медалью «За отвагу». Окончил школу младших авиационных специалистов и Харьковскую военную авиационную школу лётнабов. С начала Великой Отечественной войны — на её фронтах. Член ВКП(б) с 1943 года.
К сентябрю 1944 года гвардии капитан Сергей Люлин был штурманом эскадрильи 124-го гвардейского бомбардировочного авиаполка 4-й гвардейской бомбардировочной авиадивизии 1-го гвардейского бомбардировочного авиакорпуса 3-й воздушной армии 1-го Прибалтийского фронта. К тому времени он совершил 110 боевых вылетов на воздушную разведку и бомбардировку скоплений боевой техники и живой силы противника, в воздушных боях сбил 3 вражеских самолёта лично и ещё 7 — в составе группы. 14 сентября 1944 года во время бомбардировки немецкого аэродрома в Риге самолёт Люлина был подбит, а сам штурман погиб от осколка снаряда. Тем не менее, оставшиеся в живых командир 124-го гвардейского бомбардировочного авиаполка гвардии подполковник Николаев и гвардии старшина воздушный стрелок-радист Мамченков успешно сбросили бомбы, а затем направили горящую машину на скопление немецкой бронетехники. Люлин и его боевые товарищи похоронены в братской могиле в посёлке Тирайне Марупской волости Латвии.

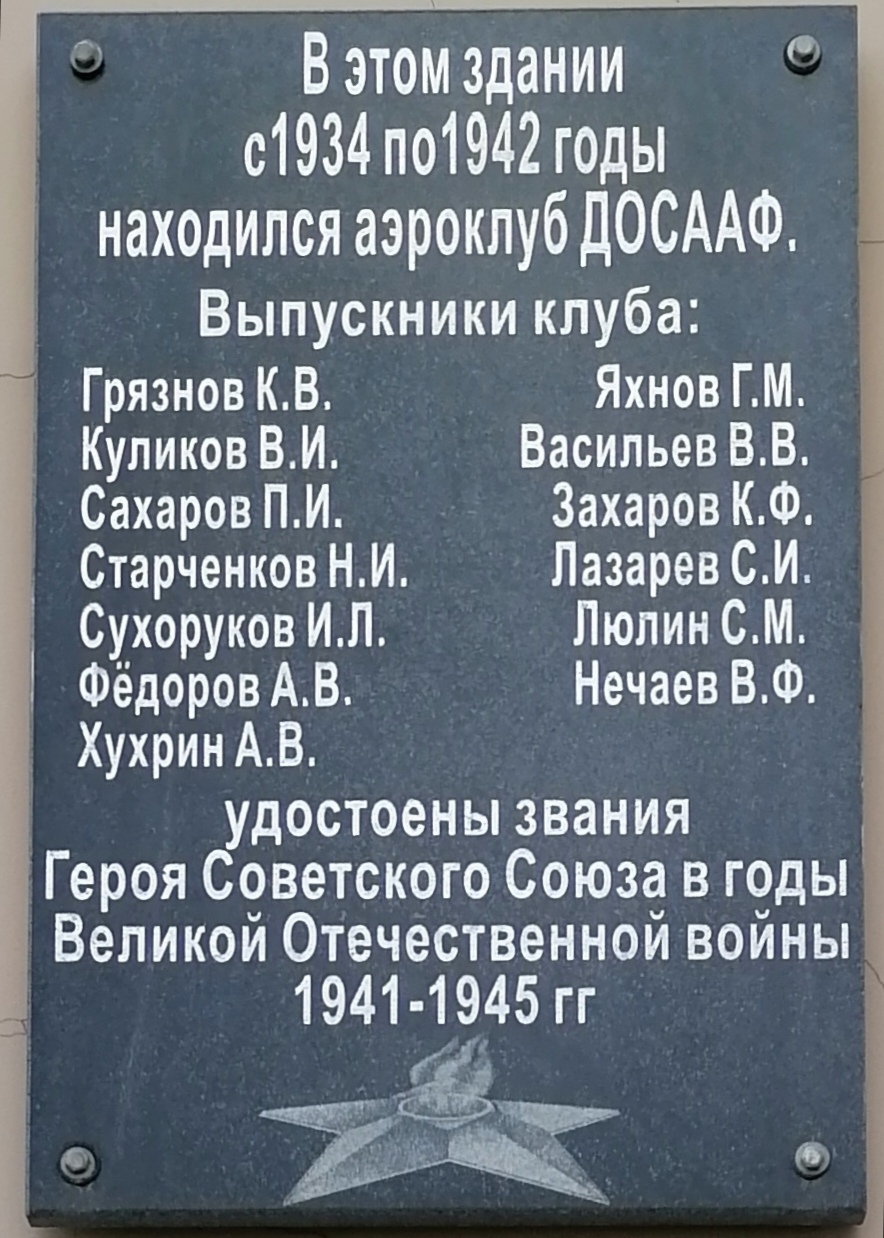
Мемориальная доска в Иванове, ул. Красной Армии, 3/5

Указом Президиума Верховного Совета СССР от 18 августа 1945 года за «образцовое выполнение боевых заданий командования на фронте борьбы с немецкими захватчиками и проявленные при этом мужество и героизм» гвардии капитан Сергей Люлин посмертно был удостоен высокого звания Героя Советского Союза. Также был награждён орденом Ленина, двумя орденами Красного Знамени, орденами Суворова 3-й степени и Красной Звезды, рядом медалей.

## Память
В честь С. М. Люлина названы улицы в Иванове и Комсомольске, установлен обелиск в Куличихе. С 1974 по 1991 год имя Сергея Люлина носила нынешняя улица Даммес в Риге.
Мемориальная доска в память о С. М. Люлине установлена Российским военно-историческим обществом на здании профессионального лицея № 2 города Иваново, где он учился. Также установлена мемориальная доска в селе Писцово Комсомольского района Ивановской области.